# Крачевская, Светлана Ивановна
Светла́на Ива́новна Краче́вская (урожд. Долженко, род. 23 ноября 1944, с. Широкое, Одесская область, Украинская ССР) — советская легкоатлетка , призёр Олимпийских игр.

## Спортивная карьера
Светлана Крачевская принимала участие в трёх Олимпийских играх 1972, 1976 и 1980 годов, но наивысшего достижения добилась на Олимпийских играх в Москве, став серебряным призёром в толкании ядра с личным рекордом.